# 市町村民税
市町村民税（しちょうそんみんぜい） は地方税法を根拠とする、当該自治体に住所または居所を置く個人、本店支店を置く法人、または家屋敷、事務所等を所有し当該市町村に住居を有しない者などに賦課される。都道府県民税と市町村民税を合わせて住民税と呼ばれる。
特別区民税（とくべつくみんぜい）は、東京都の特別区（東京都区部）の市町村民税である。特別区は市町村ではないので区別される。

## 個人の市町村民税
個人の住民税は、その年の1月1日に居住する市町村で、前年の所得に対して課税される地方税である。主に個人の収入に着目して賦課される。課税標準の計算方法などは、国税である所得税と極めて類似しているが、以下のような相違点がある。
- 住民税の年税額は、所得に比例して課税される所得割額と、一定額以上の所得がある者に一律の額により課税される均等割額とからなる。
- 所得税が累進性の高い応能的な課税であるのに比べ、住民税は応益的な性格が強いと言われる。特に2007年度（平成19年度）からは税率が所得段階に関わらず一律6%（道府県民税4%と合計して10%。標準税率）になったことで、この性格がより明確となった。応益的な性格については、この他、均等割の存在、所得控除額が所得税より小さく設定されていること、政策的な税額控除（住宅ローン減税等）の適用が少ないことなどがあげられる。
- 市町村や特別区により都道府県民税と合わせて賦課徴収される（地方税法第41条第1項）。
- 住民税は、前年の所得から市町村が税額を賦課決定し、1年遅れて課税される。これは、現年の所得から同時に源泉徴収され、年末調整・確定申告で後から不足・超過分を清算する所得税との大きな違いである。
- 住民税は、賦課課税方式である。これは、市町村が確定申告書・給与支払報告書（源泉徴収票と同内容の書類）・公的年金等支払報告書等の課税資料から、職権で税額を決定する仕組みである。これに対し、所得税は、本人が自ら税額を計算して申告する申告課税方式である。もちろん、住民税でも申告を要する場合は多いが、税額決定の根本原理は賦課課税である。

### 納税義務
1月1日の時点で地方税法の施行地（日本国内）に住民票の住所を有する者が、前年の所得から計算された税額の納税義務者となる。このため、1月2日以降に出国したり死亡した場合でも、納税義務は発生する。また、1月1日だけ出国していたとしても、実質的な住所地が日本であれば課税対象となる。逆に、1月1日だけ国内にいたとしても、実質的な住所地が海外であれば課税されない。なお、日本と海外を行き来しているような場合は、1月1日にどこにいたかではなく、実質的な住所地がどこにあるかで判断される。
住所地がどこにあるかは、原則的には住民登録で判断される。ただし、住民登録地と実際の住所地がずれている場合は、住民登録地と実際の居住地かのどちらかで課税されることになる。地方税法上、実際の住所地での課税が優先されるが、必ずしも実際の住所地で課税されるということではない。住民登録地で課税することも、地方税法上、合法的な行為である。ただし、住民登録地と実質居住地の両方の自治体が課税しようとした場合は、必ず実質居住地が勝つことになる。

### 所得割
所得割は、住民税額のうち、所得額に比例して課税される部分を指す。所得割は、所得税とほぼ同様の仕組みで決定される。担税力に応じて税額はあがるが、所得税と比べて累進度が低い点で、応益性が現れている。
課税標準額は、住民税においては「所得金額-所得控除金額」で計算される。これは所得税の仕組みと同じである。
主な所得の種類は、営業・農業・不動産・利子・配当・給与・一時・その他事業所得・雑所得（年金含む）・譲渡所得であり、その所得の計算方法は収入金額から経費を差し引いたものが所得となる。（給与・年金は、所得控除の専用の計算式がある。） 所得の計算方法は、所得税と同様であり、通常は所得税とずれることはない。
但し、退職金に限っては現年分離課税といって、原則として退職金を受け取ったときに住民税が課されることになっている。
所得控除は、雑損・医療費・社会保険料・生命保険料・地震保険料などの支払額に関する控除（物的控除）。寡婦（かふ）・ひとり親・勤労学生・障害者・配偶者・配偶者特別・扶養・基礎控除があり、これらは、人を目的としているものなので人的控除と呼ばれる。 所得控除の計算方法・適用基準は所得税とほぼ同様であるが、物的控除の一部（生命保険料控除・地震保険料控除等）と人的控除については所得税より控除額が小さくなっている。これは住民税の応益性の表れである。
税額控除として、調整控除、寄附金税額控除、外国税額控除、配当割額又は株式等譲渡所得割額の控除がある。
標準税率は、市町村民税で6%が道府県民税が4%で住民税の合計は10%である。2006年度（平成18年度）までは所得額に応じて、市町村民税と道府県民税合計で5%～13%までの累進課税であったが、国から地方への税源移譲のための税制改正を機に、2007年度（平成19年度）から税率がフラット化され、一律10%となったものである。なお、名古屋市については、2012年度（平成24年度）以降の市民税所得割は、恒久減税により5.7%となっている。

### 均等割額
均等割額は、いわば住民税の基本料金部分であり、一律の額（標準税額は2014年度より市町村民税3,500円・道府県民税1,500円）が課税される。均等割の制度は、応益性の強い現れであり、原則的には全員が納めるべきものである。ただし、担税力の特に弱い者には免除される。例えば、合計所得金額が生活扶助基準額を勘案して政令に従い当該市町村の条例で定められる一定額以下の者や、未成年者・寡婦・ひとり親・障害者に該当する者で合計所得金額が135万円以下である場合は課税されない。なお、老年者控除の廃止に伴う経過措置として、一定の場合、2006年度（平成18年度）分及び2007年度（平成19年度）分の均等割に関しては、一部減額して課税される。また、名古屋市については、2012年度（平成24年度）以降における市民税の均等割は、恒久減税により3,300円となっている。

### 個人住民税の特徴
- 主に収益に着目して課税される（均等割部分も収入が少ないと賦課されない）。
- 課税客体は、ほとんど所得税と同様である（給与や年金の計算控除額は同じ）。
- 所得控除は、ほとんど所得税と同様だが控除額が少ない（幅広く負担を求めるため）。
- 一般市民における一番大きな所得税との差は、住宅借入金等特別控除（住宅ローン減税）が無いことであったが、一部の者については、平成20年度から28年度までの課税分について、税源移譲に伴う措置として、住宅借入金等特別税額控除が創設された。
- 実際には道府県（または都）分の住民税と併せて賦課徴収される（市県民税などのように、先に市町村、後に都道府県を冠して表記されることが多いが、道村民税のように例外もある）。
- 広範な申告義務がある（所得税では従たる所得（収入－経費）が20万円以下の場合は確定申告を要しないという規定があるが、住民税にはない。そのため、従たる所得が20万円以下で確定申告をしない場合は、住民税の確定申告をしなくてはならない）。

### 納付方法
個人の住民税は、原則特別徴収の方法により納付する。特別徴収とは、給与支払者や公的年金支払者が給与の支払いを受ける納税義務者から、給与や年金を支払う際に市民税・県民税の月割相当額を差し引いて徴収し市町村などに納付する制度である。これに対し、市町村などが納入通知書により直接納税義務者へ通知することによって徴収することを「普通徴収」と呼ぶ。
所得税における源泉徴収と混同されることも多いが、所得税の場合、給与・報酬・年金等を支払う時点で差し引いた後に年末調整や確定申告で精算する方法を採っており、また、毎月の給与や隔月の年金のほか、賞与（いわゆるボーナス）からも徴収されるのに対して、市町村民税(及び都道府県税)の場合は、前述のとおり前年の所得から決定された税額により徴収されることの他、毎月の給与からのみ徴収され、賞与・報酬などからは徴収されないことが違いとなっている。
一連の流れとしては、毎年1月末日までに事業所（給与の支払者）から提出される給与支払報告書により、特別徴収・普通徴収を区別する。
特別徴収分として提出された場合、市町村などは、特別徴収をする事業所を「特別徴収義務者」を指定し、概ね5月中旬までに、その特別徴収義務者に「特別徴収税額の通知書」（特別徴収義務者用および納税義務者用）を送付する。この「特別徴収税額の通知書」には、通常、各納税義務者がその年度において納めるべき年税額を月割りした額が記載されている。
特別徴収義務者は、各納税義務者に各人の特別徴収税額の通知書を交付した上で、6月から翌年5月に支払う給与から通知書に記載された月割額を差し引き、事業所ごとに市町村などに納付する。

### 問題点
- 申告しない者に帰属する所得の把握が困難である。
- 所得税と住民税の事務が大部分で重なっている（課税自主権の問題となる）。
- 税制改正により所得税・住民税自体の諸控除額が減らされ、広く浅くの住民税と狭く深くの所得税の差異が少なくなっており、それぞれの存在的価値は単に国税か地方税かという課税庁の差異だけになりつつある。
- 国際化が進む中で、住所地で課税する住民税では対応できないケースが増えつつある。

## 法人の市町村民税
市町村民税は、市町村内に事務所又は事業所を有する法人に対して課され、法人税（国税）等の額に税率を乗じてから算出される「法人税割」と、資本金等の額や従業者数から算出される「均等割」からなる。
個人の住民税が「賦課課税」(市町村が税額を決定して納税者に通知する)方式を採るのに対して、法人の住民税は、基本的に「申告納税」(納税者が自ら税額を計算して申告する)方式を採っている点が大きく異なる。また、個人の住民税は、市町村が道府県民税と市町村民税を併せて賦課徴収するのに対して、法人の住民税は各都道府県・市町村ごとに申告納付することにも違いがある。
なお、一部異なる点があるものの、法人税や法人の道府県民税と共通する点が多い。

### 法人税割
計算式は以下の通り。
法人市町村民税の法人税割額（百円未満切り捨て） ＝ 法人税額（千円未満切り捨て） × 税率
税率は以下の通り。税率は標準税率から制限税率までの間になる。
昭和56年4月1日から平成26年9月30日までに開始する事業年度
標準税率：12.3%
制限税率：14.7%
平成26年10月1日から令和元年9月30日までに開始する事業年度
標準税率：9.7%
制限税率：12.1%
令和元年10月1日以後に開始する事業年度
標準税率：6%
制限税率：8.4%

### 均等割
標準税率は従業者数や資本金等の額により、年額5万円から300万円の間で9段階に定められている。ただし特別の場合を除いて標準税率の1.2倍を超えてはならないと定められている。

### 市町村間の分割
法人の事業所が2市町村以上に存在する場合は、法人税額を従業員数に比例して各市町村に分配した上で税率がかけられる。

## 超過課税
住民税には標準税率が定められているが、この標準税率を超えて課税する場合を超過課税という。自治体の裁量により、制限税率がある場合、その制限率まで課税することが可能である。
2015年4月現在、個人市町村民税で所得割での超過課税を行っているのは、財政破綻した夕張市（0.5％超過）、及び環境税名目の兵庫県豊岡市（0.1％超過）の２ケースのみである。
法人市町村民税では超過税率を採用している自治体が半数以上を占め、地域により偏りはあるにせよ標準税率を採用している自治体のほうが少ない。